# Князево (деревня, Москва)
Кня́зево — деревня в Новомосковском административном округе Москвы (до 1 июля 2012 года была в составе Ленинского района Московской области). Входит в состав поселения Воскресенское.

## Население
| 2010 |
| ---- |
| 0    |

## История
Посёлок появился в начале 1990-х годов, застраивался частными лицами. С 2007 года деревня Князево имеет официальный статус населённого пункта.
Название Князево предложили сами жители деревни, так как по их мнению оно отражает древнюю историю этих мест.

## География
Деревня Князево находится примерно в 12 км к юго-востоку от центра города Московский. В километре к северу от деревни проходит Калужское шоссе. Ближайшие населённые пункты — деревни Городище и Милорадово.
Деревня Князево состоит примерно из 20 жилых домов.